# Adrian Bowyer
Adrian Bowyer /ˈboʊjər/ là một kỹ sư và nhà toán học người Anh, trước đây là một học giả tại Đại học Bath.
Sinh năm 1952 tại London, Bowyer là con lớn của Rosemary và John Bowyer; sau này là một nhà văn, họa sĩ và một trong những người sáng lập Zisman, Bowyer và Partners, các kỹ sư tư vấn. Bowyer được đào tạo tại trường Woodroffe, Lyme Regis và Imperial College London.
Năm 1977, ông gia nhập Khoa Toán học tại Đại học Bath. Ngay sau đó, ông nhận được bằng tiến sĩ từ Imperial College London với nghiên cứu về dao động do ma sát gây ra. Trong khi làm việc trong Khoa Toán học, ông đã phát minh ra (cùng lúc với David Watson) thuật toán để tính toán sơ đồ Voronoi mang tên của họ (thuật toán Bowyer – Watson).
Sau đó ông đã dành hai mươi hai năm làm giảng viên sau đó là giảng viên cao cấp tại Khoa Cơ khí tại Đại học Bath. Ông đã nghỉ hưu vào năm 2012, mặc dù ông vẫn là giám đốc của công ty RepRap Ltd Ông đã phát minh ra dự án RepRap - một máy in 3D tự sao chép nguồn mở. The Guardian nói về điều này như sau, "[RepRap] đã được gọi là phát minh sẽ làm giảm chủ nghĩa tư bản toàn cầu, bắt đầu một cuộc cách mạng công nghiệp thứ hai và cứu môi trường..."
Năm 2017 Bowyer nhận được đóng góp xuất sắc trong ngành công nghiệp in 3D cho giải thưởng in 3D  và được giới thiệu vào Đại sảnh vinh danh TCT .
Vợ ông là một giáo viên đã nghỉ hưu; họ có một con gái trưởng thành.